# Brzyście (powiat mielecki)
Brzyście – wieś w Polsce położona w województwie podkarpackim, w powiecie mieleckim, w gminie Gawłuszowice. W latach 1975–1998 miejscowość należała administracyjnie do województwa rzeszowskiego.
| SIMC    | Nazwa   | Rodzaj    |
| ------- | ------- | --------- |
| 0664935 | Kolonia | część wsi |

Na terenie miejscowości znajduje się kaplica pw. Matki Bożej Częstochowskiej będąca jedną z dwóch kaplic Parafii pw. św. Wojciecha w Gawłuszowicach.